# Carlo Serassi
Carlo Serassi (Bergamo, 1777 – Bergamo, 1849) è stato un musicista e costruttore di strumenti musicali italiano.

## Biografia
Alla morte di Giuseppe i suoi figli Andrea (1776-1843), Carlo (1777-1849), Alessandro (1781-1870), Giuseppe III (1784-1849), Giacomo (1790-1877), Ferdinando (1792-1832), portarono il prestigioso marchio del padre al suo apice; ma è soprattutto grazie a Carlo che l'intera famiglia si guadagnerà un ottimo riconoscimento come fabbricanti di strumenti, come testimoniano i numerosi riconoscimenti che gli vengono attribuiti da istituzioni e accademie (Bologna, Firenze, Bergamo). Gli strumenti prodotti per la "Fabbrica Reale Imperiale" di Bergamo divennero presto un simbolo di stato sia per le chiese dei maggiori centri che per gli uffici periferici. Dal Piemonte - dove operano principalmente nel Canavese - alla Corsica, dalla Toscana alla Sicilia, il nome Serassi è sinonimo di prestigio e qualità.